# Nextclinics
Nextclinics (Eigenschreibweise NEXTCLINICS) ist ein privater Gesundheitsdienstleister mit Einrichtungen in Deutschland, Spanien, der Tschechischen Republik, Österreich, der Schweiz, Estland und Italien. Das Unternehmen trat 2015 in den europäischen Markt ein. Schwerpunkt ist die Reproduktionsmedizin. Im Jahr 2018 wurde es nach mehreren großen Übernahmen europäischer Kliniken zu einem der Top-3-Anbieter auf dem Gebiet der assistierten Reproduktionstechnik (ART) in Europa.

## Medizinische Dienstleistungen
Nextclinics betreibt ein Netzwerk medizinischer Einrichtungen und bietet Versorgung vor allem in den Bereichen Reproduktionsmedizin, Lungen- und Bronchialheilkunde, Allergologie und klinische Immunologie an. Der Hauptsitz befindet sich in Deutschland. Das Unternehmen bietet Dienstleistungen in Deutschland, Spanien, der Tschechischen Republik, Österreich, der Schweiz, Estland, Italien sowie anderen Länder an. Im deutschsprachigen Raum ist Nextclinics vor allem mit ihren Kinderwunschzentren mit dem Namen Next Fertility bekannt.